# 劉曦 (明朝)
劉曦（1399年—？），字玉暉，江西吉安府萬安縣人，民籍。明朝政治人物。進士出身。

## 生平
江西鄉試第五十九名。正統七年（1442年）壬戌科會試第五十七名，殿試登進士第二甲第九名。

## 家族
曾祖父劉國定。祖父劉務濟。父亲劉孟淵。